# I Do (phim Mỹ 2012)
I Do là một bộ phim Mỹ, được phát hành năm 2012. Đạo diễn bởi Glenn Gaylord và được viết và sản xuất bởi David W. Ross, bộ phim có sự tham gia của Ross trong vai Jack Edwards, một nghệ sĩ gay từ Anh Quốc sống và làm việc tại Thành phố New York. Sau cái chết của anh trai Peter (Grant Bowler), anh tham gia hôn nhân thẻ xanh với người bạn thân đồng tính nữ Ali (Jamie-Lynn Sigler) để anh có thể ở lại quốc gia để giúp đỡ chị dâu góa vợ Mya (Alicia Witt), nhưng sau đó bị buộc phải đối mặt với tình trạng bất bình đẳng của hôn nhân đồng giới khi anh gặp và yêu Mano (Maurice Compte).
Bộ phim được công chiếu tại Los Angeles Outfest vào ngày 18 tháng 7 năm 2012, và được chiếu tại một số LGBT và các liên hoan phim chính thống vào cuối năm 2012 và đầu năm 2013. Nó đã có một bản phát hành sân khấu chung vào ngày 31 tháng 5 năm 2013.